# Bernardus Jasink
Bernardus Jasink (Amsterdam, 28 juli 1870 - Florence, 4 december 1964) was een Nederlands auteur. 
In 1908 verhuisde Jasink naar Italië waar hij zich, na zijn studie klassieke talen en letterkunde in Nederland, specialiseerde in Oosterse talen en wijsbegeerte.
Die Mystik des Buddhismus werd zijn levenswerk en verscheen in 1920 (en een herdruk in 1922), naar aanleiding van een serie lezingen die Jasink in Zürich hield. 

## Levensloop
Bernardus Jasink was de zoon van Hendrik Jan Jasink en Hendrika van Dragt. Hij trouwde met Hermance Petronille van Karnebeek (Lomme, 21 november 1845, - Florence, 6 december 1937) op 22 januari 1908 te Londen. Hij overleed in Florence op 4 december 1964 op 94-jarige leeftijd. Jasink ligt samen met zijn vrouw Hermance van Karnebeek begraven op de Engelse begraafplaats, in het nu gesloten graf aan Piazzale Donatello te Florence.

## Werken
- Die Mystik des Buddhismus, Leipzig 1922
- A study of consciousness, Rome 1938
- De mystiek van het boeddhisme (vertaling J. van de Velde), Deventer 1977
- La mistica del buddhismo, Rome